# Gongling-Mausoleum
Das Gongling-Mausoleum (chinesisch 恭陵, Pinyin Gōng líng, englisch Gong Mausoleum / Gongling Mausoleum) in Yanshi, Provinz Henan, aus der Zeit der Tang-Dynastie ist das Mausoleum des Tang-Kronprinzen Yizong 唐義宗 (Tempelname) (i. e. Li Hong 李弘 (652–675), der auch unter dem Namen „Kaiser Xiaojing“ (孝敬皇帝) bekannt ist). Er war der fünfte Sohn des Tang-Kaisers Gaozong und der älteste Sohn seiner zweiten Frau, der Kaiserin Wu (später als Wu Zetian) bekannt. Es wurde 675 angelegt und befindet sich im Dorf Hutuo (滹沱村) auf dem Gebiet der Großgemeinde Goushi (緱氏鎮). Es ist das größte der Tang-Gräber von Luoyang. Berühmt sind seine Steinskulpturen des Grab- bzw. „Seelenweges“ (shendao).
Das Gongling-Mausoleum (Gong ling) steht seit 2001 auf der Liste der Denkmäler der Volksrepublik China (5-172).